# Raimondo Ponzio I di Tolosa
Raimondo Ponzio I di Tolosa o anche Raimondo III Ponzio (... – 960 circa), conte di Tolosa, duca di Settimania, conte di Nîmes e conte d'Albi, dal 924 alla sua morte, anche duca d'Aquitania, dal 932 al 959 e conte d'Alvernia, dal 932 al 955.

## Origine
Figlio unico del conte d'Albi e di Nîmes, conte di Tolosa e duca di Settimania, Raimondo II († ca. 924) e della moglie (come risulta sia dal documento n° 52 della Histoire Générale de Languedoc, Preuves, Tome V, in cui è citata, come contessa in una donazione alla cattedrale di Narbona, sia nelle Europäische Stammtafeln, vol II, 68 (non consultate)), Guinidilda († dopo il 923), figlia del conte di Barcellona, Goffredo il Villoso (ca. 840-897) e di Guinidilda che, secondo la storica Alison Weir era figlia di Baldovino I delle Fiandre, mentre altri dicono fosse figlia di Mirò I conte di Rossiglione. Raimondo II era il figlio primogenito del conte d'Albi, conte di Rouergue, conte di Tolosa e conte di Quercy, Oddone I († ca. 918) e di Garsenda d'Albi (come risulta dall'Histoire des comtes de Toulouse, dal capitolo n° XI del secondo volume delle Histoire Générale de Languedoc e dal Cartoulaires de l'abbaye de Beaulieu, datato agosto 887, in cui il conte Oddone vendette una proprietà assieme alla moglie Garsenda ed al fratello Ariberto), la figlia del conte d'Albi, Ermengardo).

## Biografia
Nel 924 circa, alla morte di suo padre, Raimondo II, avvenuta, secondo l'Histoire Générale de Languedoc, Preuves, Tome III, dopo una spedizione contro i Normanni, Raimondo Ponzio ereditò i titoli di conte d'Albi e di Nîmes, conte di Tolosa e duca di Settimania. In un documento di quel periodo (una lettera del vescovo di Narbona, Agius, che, secondo le Notes sur l'Histoire Générale de Languedoc, Tome IV, morì tra il 926 ed il 927), il n° 47 della Histoire Générale de Languedoc, Preuves, Tome V, Raimondo Ponzio viene citato come conte, assieme allo zio, Ermengardo. Comunque nel dicembre 924, il visconte di Narbona, Oddone, in una sua donazione cita il conte e marchese (Poncii comitis et marchionis) Raimondo Ponzio (aveva assunto anche il titolo di marchese di Gotia o di Settimania), che controfirma la donazione.
Come già faceva suo padre, Raimondo II, sempre secondo la Histoire Générale de Languedoc, Preuves, Tome III, Raimondo Ponzio governò le sue contee unitamente allo zio, Ermengardo, anche le contee di Rouergue e di Quercy e, ancora assieme allo zio, continuò a sostenere il re dei Franchi occidentali, Carlo il Semplice.
Nel 931, sempre assieme allo zio, Ermengardo, dopo la morte di Carlo il Semplice, si sottomise al nuovo re dei Franchi occidentali, Rodolfo.
E, nel 932, secondo i Flodoardi Annales, Raimondo Ponzio e lo zio, Ermengardo, Conte di Rouergue, si recarono in Borgogna a rendere omaggio a Rodolfo, nuovo re dei Franchi occidentali.
E proprio in quell'anno, re Rodolfo lo investì della contea di Alvernia e del ducato d'Aquitania, tolto a Ebalus il Bastardo, ma richiesto anche da Guglielmo Testa di Stoppa, il figlio di Ebalus. Nel marzo 932, Raimondo Ponzio viene ricordato in una donazione del visconte di Caturcorum.
Nel 936, Raimondo Ponzio, secondo lo storico francese, Christian Settipani, fondò il monastero di Chanteuges, il cui atto di fondazione è riportato nel documento n° 66 dell'Histoire Générale de Languedoc, Preuves, Tome V, dove viene evidenziata la competizione con Guglielmo Testa di Stoppa, per il ducato d'Aquitania.
Nel novembre di quello stesso anno Raimondo Ponzio fece una donazione all'abbazia di Saint-Pons-de-Thomières.
Nel 937, poco dopo la morte del re Rodolfo, gli Ungari compirono delle incursioni nel regno di Francia, che interessarono marginalmente i domini di Raimondo Ponzio, che in quell'anno aveva fatto altre due donazioni, una a gennaio, ed un'altra alcuni mesi dopo.
Nel 940, Raimondo Ponzio viene citato come duca d'Aquitania e conte di Tolosa in una donazione dei vescovi di Narbona e di Béziers.
Nel 944 Ugo il Grande, conte di Parigi, e il re di Francia, Luigi IV, incontrarono Raimondo Ponzio a Nevers e gli confermarono tutti i suoi titoli, dopo che quest'ultimo si era riconosciuto loro vassallo, sia secondo il Richeri Historiarum, liber III, che secondo il cronista Flodoardo.
Non si conosce la data esatta della morte di Raimondo Ponzio, che, in un documento del 969, viene citato come già deceduto, dopo che aveva lasciato i titoli di conte di Tolosa e duca di Settimania al figlio Raimondo, mentre il ducato d'Aquitania e la contea d'Alvernia erano andati a Guglielmo Testa di Stoppa.

## Matrimonio e discendenza
Aveva sposato Garsenda, figlia del duca Garcia II di Guascogna e di Amuna figlia del conte Guglielmo I di Bordeaux. Raimondo Ponzio e Garsenda ebbero due figli:
- Raimondo III[26] (?-978), conte di Tolosa, duca di Settimania, conte di Nîmes e d'Albi.
- Letgarda di Tolosa (?-?), che ebbe un figlio Amelio che è citato nel testamento di Garsenda[27].

## Ascendenza
|                             |                           |                        | Genitori |  |  | Nonni |  |  | Bisnonni             |  |  | Trisnonni            |  |
|                             |                           |                        |          |  |  |       |  |  | Raimondo I di Tolosa |  |  | Foucault di Rouergue |  |
|                             |                           |                        |          |  |  |       |  |  | Raimondo I di Tolosa |  |  | Foucault di Rouergue |  |
|                             |                           | Senegonda              |          |  |  |       |  |  | Raimondo I di Tolosa |  |  |                      |  |
| Oddone I di Tolosa          |                           |                        |          |  |  |       |  |  | Raimondo I di Tolosa |  |  |                      |  |
|                             |                           | Berta                  | Remigio  |  |  |       |  |  |                      |  |  |                      |  |
|                             |                           | Berta                  | Remigio  |  |  |       |  |  |                      |  |  |                      |  |
|                             |                           | Berta                  | Arsenda  |  |  |       |  |  |                      |  |  |                      |  |
| Raimondo II di Tolosa       |                           | Berta                  |          |  |  |       |  |  |                      |  |  |                      |  |
|                             |                           | Ermengardo d'Albi      | …        |  |  |       |  |  |                      |  |  |                      |  |
|                             |                           | Ermengardo d'Albi      | …        |  |  |       |  |  |                      |  |  |                      |  |
|                             |                           | Ermengardo d'Albi      | …        |  |  |       |  |  |                      |  |  |                      |  |
| Garsenda d'Albi             |                           | Ermengardo d'Albi      |          |  |  |       |  |  |                      |  |  |                      |  |
|                             |                           | …                      | …        |  |  |       |  |  |                      |  |  |                      |  |
|                             |                           | …                      | …        |  |  |       |  |  |                      |  |  |                      |  |
|                             |                           | …                      | …        |  |  |       |  |  |                      |  |  |                      |  |
| Raimondo Ponzio I di Tolosa |                           | …                      |          |  |  |       |  |  |                      |  |  |                      |  |
|                             | Sunifredo I di Barcellona | Borrell di Osona       |          |  |  |       |  |  |                      |  |  |                      |  |
|                             | Sunifredo I di Barcellona | Borrell di Osona       |          |  |  |       |  |  |                      |  |  |                      |  |
|                             | Sunifredo I di Barcellona | …                      |          |  |  |       |  |  |                      |  |  |                      |  |
| Goffredo il Villoso         | Sunifredo I di Barcellona |                        |          |  |  |       |  |  |                      |  |  |                      |  |
|                             |                           | Ermessinda             | …        |  |  |       |  |  |                      |  |  |                      |  |
|                             |                           | Ermessinda             | …        |  |  |       |  |  |                      |  |  |                      |  |
|                             |                           | Ermessinda             | …        |  |  |       |  |  |                      |  |  |                      |  |
| Guinidilda                  |                           | Ermessinda             |          |  |  |       |  |  |                      |  |  |                      |  |
|                             |                           | Baldovino I di Fiandra | Odacre   |  |  |       |  |  |                      |  |  |                      |  |
|                             |                           | Baldovino I di Fiandra | Odacre   |  |  |       |  |  |                      |  |  |                      |  |
|                             |                           | Baldovino I di Fiandra | …        |  |  |       |  |  |                      |  |  |                      |  |
| Guinidilda d'Empúries       |                           | Baldovino I di Fiandra |          |  |  |       |  |  |                      |  |  |                      |  |
|                             |                           | Giuditta               | …        |  |  |       |  |  |                      |  |  |                      |  |
|                             |                           | Giuditta               | …        |  |  |       |  |  |                      |  |  |                      |  |
|                             |                           | Giuditta               | …        |  |  |       |  |  |                      |  |  |                      |  |
|                             |                           | Giuditta               |          |  |  |       |  |  |                      |  |  |                      |  |

### Fonti primarie
- (LA)  Preuves de l'Histoire Générale de Languedoc, tome II.
- (LA)  Monumenta Germaniae Historica, Scriptores.
- (LA)  Histoire Générale de Languedoc, tome II.
- (LA)  Cartoulaires de l'abbaye de Beaulieu.
- (LA)  Richeri Historiarum.

### Letteratura storiografica
- René Poupardin, I regni carolingi (840-918), in «Storia del mondo medievale», vol. II, 1979, pp. 583–635.
- Louis Alphen, Francia: Gli ultimi Carolingi e l'ascesa di Ugo Capeto (888-987), in «Storia del mondo medievale», vol. II, 1979, pp. 636–661
- (FR)  Histoire Générale de Languedoc, tome II.
- (FR)  Histoire Générale de Languedoc, tome III.
- (FR)  Histoire des comtes de Toulouse.
- (FR)  Notes sur l'Histoire Générale de Languedoc, tome IV.
- (ES)  Textos navarros del Codice de Roda.